# Nyankapon-Nyame-Odomankoma
Onyame, Nyankopɔn (Onyankopɔng) vagy Ɔdomankoma a ghánai akanok főistene, akit leginkább Nyame néven ismernek. A név jelentése akan nyelven „Az, aki mindent tud és mindent lát”, illetve „mindentudó, mindenható égi istenség”.

## Nevei

### Odomankoma
A Ɔdomankoma, vagy európai nyelvekre átírva Odomankoma név jelentése "Teremtő", ami egyes kutatások szerint a neve két részének szó szerinti fordításából származik: "Dom" (állam vagy világegyetem) és "Anko-ma" ("aki egyedül ad"). Az "Odomankoma" név tehát szó szerinti fordításban annyit tesz: "Az egyetlen, aki a világegyetemet vagy a világot adja". Mások azonban úgy vélik, hogy az Odomankoma (O-doma-ara-nko-ma), név minden része (az első o kivételével) jelentéssel bír: "Doma: "bőség", "nko: "csak" vagy "egyedül", "ma: "tele". A név minden elemének lefordítása azt jelenti: "Az, aki szüntelenül, végtelenül és kizárólagosan tele van a sokféleséggel, a végtelen, örökkévaló entitás".
Odomankoma egy másik neve Odomankoma wuo, ami azt jelenti: "A Teremtő halála", utalva Odomankomára, mint a halál (Ovuo) teremtőjére. Odomankoma számos más melléknevet is használ: Oboade: "Teremtő", Oboo nkwa: "az élet teremtője", és "Oboo-wuo: a halál teremtője".
Odomankoma a "Borebore", azaz "Építész" és az "Ananse Kokuroko", azaz "A nagy tervező", vagy szó szerint értelmezve "A nagy pók" jelzőket is viseli. Ez a név azt mutatja, hogy azon túl, hogy Odomankoma az akom hit szerint isteni szintű bölcsességgel rendelkezik, azt is jelzi, hogy kapcsolatban áll Ananse-val, aki egy pók, és emellett talán Odomankoma fia is lehet. Odomankoma „Amaomee” néven is ismert, ami azt jelenti, hogy „A bőség adományozója”, ami arra utal, hogy az akom vallásban ő a teremtő isten.

### Onyankopon
Az Onyankopon (Onyankopɔn) név szó szerint azt jelenti: "Az egyetlen nagy Onyame", ami a kutatások szerint a év 3 részének rövidítéséből származik: Onyame - Onyan, Koro - Ko (ez a szó azt jelenti: az egyetlen) és a "Pɔn(g)" jelentése nagy.
Onyankopon más beceneveket is használ: Otumfuɔ jelentése "a hatalmas", Otweadeapɔn Kwame: "a Nagy, aki szombaton jelent meg", ez azt jelképezi, hogy az isten az akan mítoszok szerint szombaton született, a Twidiampon(g) jelentése „mindenható Nyankapon(g)” és Amowia: "a Nap adományozója", utalva Nyankopon naphoz fűződő kapcsolatára. Onyankopon másik neve Odomankoma, mivel a mítoszok szerint Odomankoma Onyankapon egy megjelenési formája lett, miután Ovuo megölte őt. Az isten egyébb nevei még Opanyin, vagy Nana, ami "Nagy Ősapát" jelent. Az akan szóbeli hagyomány egyes változatai szerint Nyankapon kapcsolatban áll a Fante nép védőistenével, Bobowissi-vel, valamint azokkal a különféle istenekkel, akit az akanok által uralt országokban, például Elefántcsontparton és Ghánában élő más népek más hagyományos vallásaiban főistenként tisztelnek. A mítoszok nem adnak egyértelmű választ, lehet, hogy az adott isten a különféle népek saját főistene, lehet Onyame, vagy egyes mítosozok szerint az akan vallás egy másik tagja, és Onyankopon szülője.

## Leírás

A Gye Nyame Adinkara jelkép

Az Odomankoma a teremtő vonásokra utaló melléknév, amely az értelemnek, a valóságnak és az Abszolútumnak felel meg, ő a világegyetem szelleme. Odomankoma a teremtő szerepében jelenik meg. Odomankoma a teremtő szerepében jelenik meg. Az istenség teremtő funkciója számos akan mondásban megjelenik, az egyik legyakoribb: "Odomankoma boo ade" lefordítva Odomankoma teremtette a "dolgot" (a világegyetemet). Odomankoma nemcsak a "dolgot", azaz a világegyetemet, hanem az az életet és a halált is teremtette. Rejtélyes módon a főisten is megadta magát a halálnak. Az életnek (neki, a teremtőnek) és a halálnak ezt a szembeállítását Odomankoma lényében az egyik legösszetettebb és gyakran idézett akan mondás fejezi ki: "Odomankoma boo owuo na owuo kum no", ami azt jelenti: Odomankoma teremtette a halált (Owuo), és a halál megölte őt. Mint az élet és a halál teremtője, mindkét állapoton túllép. Odomankoma története nem ér véget azzal, hogy Ovuo megöli őt, mivel halála után az akan hit szerint a teremtővel azonosított élet visszatér, hogy felébresze. Innen Kra-néven éledt újjá, és Nyankoponban él tovább, Nyankopon sunsumává (lelkévé) válik, ahogyan azt az akan mondás is kifejezi: „Onyankopon onye Odomankoma sunsum”, ez azt jelenti: Nyankopon Odomankoma személyisége." Vagyis Nyankopon Odomankoma utódja (mivel Odomankoma volt a Nyame-háromság azon eleme, amely mindent irányított, amíg Ovuo meg nem ölte őt). Odomankoma erős és okos, mivel "feltámadása" után Nyankopon/Odomankoma nagy harcot vívott Owuóval, amelyben legyőzte ellenfelét azzal, hogy képes volt ellenállni Ovuo mérgének. Odomankomának ekkor sikerült teljes diadalt aratnia a Halál felett, ahogyan azt a "Odomankoma na orna owuo di akane" mondás is kifejezi, ami azt jelenti: Odomankoma volt az, aki a Halált méregevésre késztette. Odomankoma és az utolsó teremtménye, Owuo e második találkozásakor a hagyomány szerint Odomankoma arra használta teremtő erejét, hogy szembeszálljon Owuóval. Arra kényszerítette a halál istenét, hogy megegye a mérgét. Legyőzése ellenére azonban Ovuo még mindig él, és halandók számára okoz halált.
Azt mondják, hogy a nagy teremtő egy dobon keresztül beszél, dobosát Odomankoma Kyerema-nak hívják. A dobosról azt mondják, ő a legjobban tájékozott személy az Asantik hagyományos történelmét illetően. Rengeteg történet és mese szól a főistenről, ezek gyűjteményét Adomankomasem-nek hívják.
Odomankomának két szent állata van: a keselyű és a pók. A keselyűk és az isten kapcsolatát az akan mondás fejezi ki: "Odomankoma a Ɔbɔadeɛ, ne kyeneboa ne opete", vagyis "a keselyű az az állat, amely Odomankomát, a világ teremtőjét jelképezi." A pók az akanok hitrendszere szerint a legbölcsebb állatok. Az akan szájhagyomány egyes változataiban úgy tartják, hogy Ananse tanácsot adott Odomankomának az ember megteremtésében. Azonban ezekben a mítoszokban Ananse Kokuroko néven fordul elő, így lehet, hogy egyetlen istenről van szó, csak más névvel, Odomankoma néha emberi alakban is megjelenhet, de a mesélők szerint ez ritka.

## Jelképe
A „Nyame” szó twi nyelven Istent jelent, az Adinkra szimbólum „Gye Nyame” pedig azt jelenti: „Nem félek senkitől, csak Istentől”.
A szimbólum a kereszténység hatására a mai akan kultúrában más használatot és jelentést kapott.

## Fordítás
Ez a szócikk részben vagy egészben  a   Nyankapon-Nyame-Odomankoma című angol Wikipédia-szócikk ezen változatának fordításán alapul.  Az eredeti cikk szerkesztőit annak laptörténete sorolja fel. Ez a jelzés csupán a megfogalmazás eredetét és a szerzői jogokat jelzi, nem szolgál a cikkben szereplő információk forrásmegjelöléseként.